# Sarcina maxima
Sarcina maxima è una specie di batterio appartenente alla famiglia delle Clostridiaceae.